# Любимовка (Полтавская область)
Любимовка (укр. Любимівка) — село,
Михайловский сельский совет,
Машевский район,
Полтавская область,
Украина.
Код КОАТУУ — 5323083803. Население по переписи 2001 года составляло 248 человек.

## Географическое положение
Село Любимовка находится на берегах реки Липянка,
выше по течению на расстоянии в 1,5 км расположено село Жирковка,
ниже по течению на расстоянии в 2,5 км расположено село Коноваловка.
К селу примыкает большой массив нефтяных скважин.

## История
- 1896 — село Левковка переименовано в село Любимовка.